# Río York (Ontario)
El río York es un corto río de Canadá que discurre por la provincia de Ontario. Se origina en el lago Yorkend, en la extensión sur del Parque Algonquin y fluye a través de la ciudad de Bancroft, continúa a través de Conroy Marsh (con 24 km², uno de los humedales importantes de la provincia) y desemboca en el río Madawaska, un afluente del río Ottawa. 
En la segunda mitad del siglo XIX, el río fue utilizado para transportar los troncos de los bosques que rodean su cuenca. Ahora, varias partes de este río han sido convertidas en un parque fluvial de la provincia. 
El pintor A. J. Casson , del grupo de los siete, pintó una serie de escenas de esta región, entre ellos uno titulado Conroy Marsh y varias a lo largo del río York en sí mismo. 
Las cascadas a lo largo de este río son: 
- salto Egan.
- Gran Salto (algo menos importante como resultado de la presa de Salto Alto, que regula el nivel del agua del lago Baptiste).

## Ríos tributarios

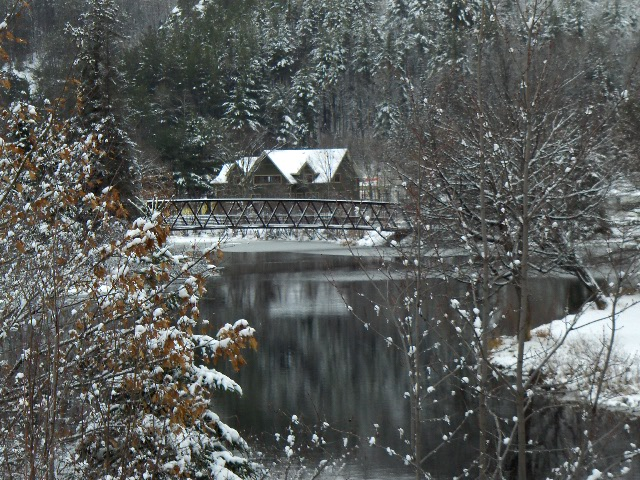
Puente de acero en el río York, en el pueblo de Bancroft.

- Río Little Mississippi
- Río North York